# Grifola frondosa
Grifola frondosa (Dicks.) Gray, A Natural Arrangement of British Plants (London) 1: 643 (1821)
La Grifola frondosa  è un fungo non molto diffuso che cresce sotto gli alberi di castagno ed appartiene alla famiglia delle Meripilaceae. In Giappone e nel mondo è anche conosciuto col nome di maitake (舞茸)..
Non è da confondere col Laetiporus sulphureus che all'estero è noto con l'appellativo similare di gallina dei boschi (chicken of the woods, invece del sinonimico hen of the woods per la grifola frondosa) per via del suo carpoforo frondoso che ricorda il piumaggio del noto volatile.
Si tratta di un fungo saprofita-parassita; saprofita, perché si sviluppa sui ceppi di castagni tagliati o morti di recente, parassita perché provocherà la morte delle piante su cui si sviluppa.

## Descrizione della specie
Carpoforo 
Fino a 80 cm, ramificato a cappelli sovrapposti a forma di ventaglio di colore bruno o grigiastro, con margine ondulato. Può arrivare a pesare 22 kg.
 Tubuli 
Corti, decorrenti.
 Pori 
Rotondi, bianchi.

Inizialmente piccoli, diventano piuttosto grandi con l'età.
 Gambo 
Ramificato, di colore bianco, collegato lateralmente ai cappelli.
 Carne 
Bianca, immutabile, fragile. Invecchiando la carne diventa coriacea.
- Odore: intenso, non ben definibile.
- Sapore: mite, delicato.

 Spore 
Bianche in massa.

## Habitat
Le sue aree di diffusione per elezione sono il Giappone e in Italia l'Appennino, le pre-Alpi marittime piemontesi e la Sila (Calabria).
Si trova tra fine agosto, settembre e ottobre nei boschi di latifoglie. In particolare nei ceppi dei castagni tagliati dove si ripresenta, nello stesso posto, in annate alterne (ogni 2-4 anni). Risulta infatti difficile trovarlo tutti gli anni e non è comunque un fungo comune.

## Commestibilità
Ottima.

Secondo recenti studi sembra possedere spiccate proprietà officinali.

Tagliato finemente, si può mangiare fritto, in salsa (con latte o vino rosso) ed anche sott'olio.
Ogni zona d’Italia ha il suo nome per questo fungo: Grifo, Grifone, nell’Appennino reggiano e in provincia di Lucca, Grifola, Fungo reale, Polipero frondoso, Barbagina o Barbagino in Liguria, Cavazza in Lunigiana, Quarin, Berbesin/Uriin, Pruna o Urgiun in Piemonte, Nasca in Calabria, Signorino in Campania, Fungagnino nella provincia di Pistoia.

## Etimologia
- Genere: dal greco "grifos" = rete di giunchi intrecciati.
- Specie: dal latino "frondosus" = frondoso, per via del carpoforo che riconda le fronde di una pianta.

## Ricerche in medicina
Il Maitake è ricco di minerali (il potassio, calcio, e magnesio), varie vitamine (B2, D2 e Niacina), fibre e amminoacidi. Il costituente attivo che potenzia ed esalta l'attività immunitaria è stato identificato negli ultimi anni ottanta, si tratta di un materiale avvolto da una proteina polisaccaride beta-glucano, un composto talvolta ritrovato nei funghi dell'ordine Polyporales.
La prevenzione del cancro è uno degli usi prevalentemente suggeriti per l'estratto di questo fungo.
Questo fungo noto terapeuticamente come Maitake è ritenuto esplicare i suoi effetti in quanto è attivatore di alcune protezioni, come i macrofagi, le cellule Natural Killer, le cellule T, l'interleukina-1 e l'anione superossido, tutte quante con provate attività anti tumorali.  Nel 2009, una sperimentazione umana phase I/II ha dimostrato che il Maitake stimola il sistema immunitario dei pazienti affetti da cancro polmonare.  Alcuni relativamente ristretti esperimenti su pazienti affetti da tumori hanno rivelato che questo fungo stimola le cellule NK. Anche una ricerca In vitro ha dimostrato che il Maitake attiva le cellule NK.
Esperimenti cellulari dimostrano che il Maitake induce l'apoptosi e inibisce la metastasi. L'apoptosi è stata indotta in cellule di cancro alla prostata, e i ricercatori hanno supposto che il fungo può essere attivo anche su umani affetti da questo genere di tumore.
Esperimenti In vitro hanno rivelato che il Maitake inibisce la crescita di vari tipi di cellule tumorali.  Ristretti esperimenti su pazienti affetti da cancro hanno anche dimostrato in vitro che l'azione antitumorale deve ritenersi rilevante sugli umani.  Un esperimento in vivo ha dimostrato che questo fungo stimola il sistema immunitario innato e adattivo di normali topi.
Molti ricercatori hanno indicato che il fungo ha l'abilità di regolare la pressione sanguigna, il glucosio nel sangue, l'insulina, il siero del plasma sanguigno e la concentrazione dei lipidi nel fegato, il colesterolo, i trigliceridi, ed i fosfolipidi, e che può essere utile per ottenere cali ponderali o nelle situazioni di insulinoresistenza; molte ricerche dimostrano che l'uso culinario del Maitake ha un effetto ipoglicemico sullo zucchero nel sangue,  dovuto al fatto che naturalmente il fungo contiene l'inibitore dell'alfa glicosidasi.
Uno studio suggerisce che il fungo da solo può indurre l'ovulazione nelle pazienti con policistosi ovarica e può essere utile come terapia aggiuntiva per i pazienti che hanno fallito il trattamento di prima linea con il clomifene.
Nella Medicina tradizionale cinese e giapponese viene utilizzato per stimolare il sistema immunitario.

## Sinonimi e binomi obsoleti
- Boletus cristatus Gouan, Hortus monsp.: 462 (1762)
- Boletus frondosus Schrank, Baier. Fl. 2: 616 (1789)
- Boletus frondosus Dicks., Fasc. pl. crypt. brit. (London) 1: 18 (1785)
- Boletus intybaceus Baumg., Fl. Lips. 2: 631 (1790)
- Caloporus frondosus (Dicks.) Quél., Fl. mycol. (Paris): 406 (1888)
- Cladodendron frondosus (Dicks.) Lázaro Ibiza, Revta R. Acad. Cienc. exact. fis. nat. Madr. 14: 864 (1916)
- Cladomeris frondosa (Dicks.) Quél., Enchiridion Fungorum in Europa Media et Præsertim in Gallia Vigentium (Paris): 168 (1886)
- Fungus squamatin-incumbens Paulet, Traité Champ., Atlas 2: 121 (1793)
- Grifola albicans Imazeki, J. Jap. Bot. 19: 386 (1943)
- Grifola frondosa f. intybacea (Fr.) Pilát, Atl. Champ. Europ. 3: 35 (1936)
- Grifola frondosa var. intybacea (Fr.) Cetto, Enzyklopädie der Pilze, Band 1: Leistlinge, Korallen, Porlinge, Röhrlinge, Kremplinge u.a. (München): 317 (1987)
- Grifola intybacea (Fr.) Imazeki, Bull. Tokyo Sci. Mus. 6: 98 (1943)
- Merisma frondosum (Dicks.) Gillet, Hyménomycètes (Alençon): 692 (1878)
- Merisma intybaceum (Fr.) Gillet, Hyménomycètes (Alençon): 692 (1878)
- Polypilus frondosus (Dicks.) P. Karst., Bidr. Känn. Finl. Nat. Folk 37: 25 (1882)
- Polypilus intybaceus (Fr.) P. Karst., Bidr. Känn. Finl. Nat. Folk 37: 25 (1882)
- Polyporus albicans (Imazeki) Teng, Chung-kuo Ti Chen-chun: 762 (1963)
- Polyporus barrelieri Viv., Fungi italica: 28 (1834)
- Polyporus frondosus (Dicks.) Fr., Systema mycologicum (Lundae) 1: 355 (1821)
- Polyporus intybaceus Fr., Epicrisis Systematis Mycologici (Upsaliae): 446 (1838)

## Nomi comuni
- Fungo Imperiale o Infraore (Lazio e Abruzzo)
- Barbexin (Liguria)
- Barbagino o Barbagina (Appennino Tosco-Emiliano bolognese)
- Margherita (Appennino Tosco-Romagnolo alta valle del Savio)
- Leprina (Appennino Aretino)
- Fungagnino o Grifalo (Pistoia e provincia)
- Griffa o Griffone (Appennino reggiano)
- Poliporo frondoso
- Berbesin, Uriin, Quarin (Piemonte) o Bungia (Canavese)
- Grifone (Provincia di Lucca)
- Uriè o Ureiun o Uluc(Provincia di Cuneo)
- Fungo Regina (Friuli-Venezia Giulia)
- Cepparrina (Salerno e provincia)
- Cavazza (Lunigiana)
- Lazza (Zona dei Monti Cimini)
- Farlinka oppure Kostanjauka (Valli del Natisone  Udine Friuli - Venezia Giulia)
- Nasca (Calabria)
- Storella (Avellino)
- Bonsa (Valle d'Aosta)
- Mutun (Valsangone)
- Barbì (Alta Valle Sabbia - Brescia)
- Mare dei fons (Alta Valle Trompia - Brescia)
- Mamma dei funghi (Val Trompia - Brescia)
- Grifalo (Appennino Pistoiese)